# 옐로우리버비치
옐로우리버비치(Yellow River Beach)는 경상남도 합천군 대양면 동부로 39-13에 위치한 합천 정양레포츠공원에서 이루어지는 축제이다. 옐로우리버비치 입장은 무료이지만 놀이기구를 이용하기 위해서는 티켓을 구매해야한다. 소나기나 약한 비가 오는 경우에도 정상 운영한다. 단 장마와 태풍과 같이 기구 이용이 제한되는 경우 다른 날 다시 이용 가능하다.